# آنتونی زی
آنتونی زی (انگلیسی: Anthony Zee؛ زاده ۱۹۴۵) یک فیزیک‌دان چینی-آمریکایی است.